# ストアーズ社
株式会社ストアーズ社（英: STORES Co.,Ltd.）は、日本の出版社。

## 概要
株式会社デパートニューズ社として1955年に創業。デパート業界を対象とした業界誌『調査月報』『デパートニューズ』『ストアーズレポート』を刊行、流通業界・デパート業界の動向・最新ニュースを扱っている。1966年から1980年まで後に日本の作家、エッセイスト、写真家、映画監督として知られる椎名誠が籍を置いていた。2020年『デパートニューズ』は紙媒体から『デパートニューズウェブ』としてWebへ移行。

### 沿革
- 1955年4月、『デパートニューズ』（業界紙）創刊[5]。
- 1956年4月、『デパートニューズ』（消費者向けPR紙）創刊。
- 1962年5月、出版部を創立、『百貨店調査年鑑』を刊行『現代模範仕入販売法』などの単行本等発刊開始。
- 1969年11月、流通産業総合誌『ストアーズレポート』創刊。
- 1976年10月、株式会社ストアーズ社設立、株式会社デパートニューズ社の業務の一切を受継。
- 1978年4月、流通業界人対象の各種セミナーを開始。
- 1980年10月、企画・制作業務の株式会社アド・ストアーズ社設立[6]。
- 1986年10月、『百貨店経営研究会』を発足。
- 2005年11月、ストアーズ社創業50周年記念号ストアーズレポートを発行。
- 2015年11月、ストアーズ社創業60周年記念号ストアーズレポートを発行。

### 主な刊行物
- 月刊 ストアーズレポート - 1969年創刊、毎日28日発行
- 百貨店調査年鑑[7] - 全国百貨店90社・229店舗掲載、掲載情報（企業概要／店舗概要／従業員数／主要経営指標／役員およびその職掌／営重点目標／売上推移／顧客動員状況／立地環境／商品別売上動向／外商／友の会／休業状況）